# Basket Brescia Leonessa 2017-2018
Questa voce raccoglie le informazioni riguardanti la Basket Brescia Leonessa nelle competizioni ufficiali della stagione 2017-2018.

## Stagione
La stagione 2017-2018 del Basket Brescia Leonessa sponsorizzata Germani Trasporti, è la 2ª nel massimo campionato italiano di pallacanestro, la Serie A.

## Roster
Aggiornato al 5 aprile 2018.
| Germani Basket Brescia Leonessa 2017-18 | Germani Basket Brescia Leonessa 2017-18 |
| Giocatori                               | Staff tecnico                           |
| --------------------------------------- | --------------------------------------- |

| N. | Naz.                                   | Ruolo | Nome               | Anno | Alt.   | Peso   |  |
| -- | -------------------------------------- | ----- | ------------------ | ---- | ------ | ------ |  |
| 2  | Stati Uniti (bandiera)                 | G     | Lee Moore          | 1995 | 193 cm | 79 kg  |  |
| 4  | Stati Uniti (bandiera)                 | C     | Dario Hunt         | 1989 | 206 cm | 111 kg |  |
| 5  | Italia (bandiera)                      | G     | Martino Mastellari | 1996 | 193 cm | 87 kg  |  |
| 7  | Italia (bandiera)                      | P     | Luca Vitali        | 1986 | 201 cm | 90 kg  |  |
| 8  | Stati Uniti (bandiera)                 | A     | Marcus Landry      | 1985 | 201 cm | 104 kg |  |
| 10 | Austria (bandiera)                     | C     | Benjamin Ortner    | 1983 | 206 cm | 103 kg |  |
| 11 | Stati Uniti (bandiera)                 | P     | Bryce Cotton       | 1992 | 186 cm | 75 kg  |  |
| 16 | Italia (bandiera)                      | GA    | Giovanni Veronesi  | 1998 | 194 cm | 85 kg  |  |
| 20 | Senegal (bandiera) · Italia (bandiera) | AC    | Abdel Fall         | 1991 | 202 cm | 98 kg  |  |
| 26 | Italia (bandiera)                      | P     | Andrea Traini      | 1992 | 180 cm | 80 kg  |  |
| 31 | Italia (bandiera)                      | G     | Michele Vitali     | 1991 | 196 cm | 89 kg  |  |
| 34 | Stati Uniti (bandiera)                 | GA    | David Moss (C)     | 1983 | 196 cm | 100 kg |  |
| 41 | Italia (bandiera)                      | A     | Brian Sacchetti    | 1986 | 200 cm | 100 kg |  |
| 70 | Albania (bandiera) · Italia (bandiera) | G     | Franko Bushati     | 1985 | 191 cm | 86 kg  |  |
| -  | Italia (bandiera)                      | P     | Marco Dalla Longa  | 2000 | 181 cm | 72 kg  |  |
| -  | Italia (bandiera)                      | P     | Oscar Mensah       | 2000 | 182 cm | 70 kg  |  |

| Allenatore |
| - Andrea Diana |
| Assistente/i |
| - Matteo Cotelli - Massimiliano Giannoni - Alessandro Magro Legenda - (C) Capitano - (IN) Inattivo - Infortunato Roster |

## Mercato

### Sessione estiva
| Acquisti | Acquisti          | Acquisti            | Acquisti   | Acquisti |
| R.       | Nome              | da                  | Modalità   |          |
| -------- | ----------------- | ------------------- | ---------- | -------- |
| AC       | Abdel Fall        | Amici Pall. Udinese | definitivo |          |
| A        | Brian Sacchetti   | Dinamo Sassari      | definitivo |          |
| AC       | Dario Hunt        | Nancy               | definitivo |          |
| GA       | Giovanni Veronesi | Basket Iseo         | definitivo |          |
| P        | Andrea Traini     | Amici Pall. Udinese | definitivo |          |

| Cessioni | Cessioni        | Cessioni           | Cessioni       | Cessioni |
| R.       | Nome            | a                  | Modalità       |          |
| -------- | --------------- | ------------------ | -------------- | -------- |
| PG       | Marco Laganà    | Latina Basket      | fine contratto |          |
| AP       | Michał Michalak | Saragozza          | fine contratto |          |
| G        | Alessio Bolis   | RB Montecatini     | fine contratto |          |
| AC       | Christian Burns | Pall. Cantù        | fine contratto |          |
| C        | Jared Berggren  | Niigata Albirex BB | fine contratto |          |

### Dopo l'inizio della stagione
| Acquisti | Acquisti           | Acquisti          | Acquisti         | Acquisti   |
| R.       | Nome               | da                | data             | Modalità   |
| -------- | ------------------ | ----------------- | ---------------- | ---------- |
| G        | Martino Mastellari | Free agent        | 15 dicembre 2017 | definitivo |
| C        | Benjamin Ortner    | Scandone Avellino | 15 dicembre 2017 | definitivo |
| P        | Bryce Cotton       | Perth Wildcats    | 5 aprile 2018    | definitivo |

| Cessioni | Cessioni       | Cessioni            | Cessioni        | Cessioni    |
| R.       | Nome           | a                   | data            | Modalità    |
| -------- | -------------- | ------------------- | --------------- | ----------- |
| G        | Franko Bushati | Amici Pall. Udinese | 25 gennaio 2017 | rescissione |